# Všelibice
Všelibice (podještědským nářečím Šelbice, německy Schellwitz) jsou vesnice a obec zahrnující dalších dvanáct částí v okrese Liberec v Libereckém kraji. Vesnice leží asi čtyři kilometry jihozápadně od Českého Dubu v údolí Malé Mohelky pod Ještědsko-kozákovským hřbetem. V obci žije 643 obyvatel.

## Historie
První písemná zmínka o vesnici pochází z roku 1419. Vrchnostenská práva k obci držela v té době komenda v Českém Dubu. Obec stála na území kolonizovaném ve 13. století rodem Markvarticů. K těm patřili také Vartenberkové, kteří vlastnili okolí Českého Dubu v 16. století. Ve Všelibicích v té době stávala panská tvrz s dvorem. Ta však byla Adamovi z Vartenberka konfiskována roku 1547 za jeho účast na povstání proti Ferdinandu I. a poté zanikla. Všelibice se natrvalo staly součástí českodubského panství, když jej roku 1552 koupil Jan z Oprštorfu. Část obce Roveň zažila zlatou dobu za vlády Josefa Zlámala, známého jako praděd Zlámič. Josef Zlámal byl aktivní v odboji, jak protinacistickém tak protikomunistickém.

## Části obce
- Benešovice
- Březová
- Budíkov
- Chlístov
- Lísky
- Malčice
- Nantiškov
- Nesvačily
- Podjestřábí
- Přibyslavice
- Roveň
- Vrtky
- Všelibice

## Pamětihodnosti
- Socha Nejsvětější Trojice v Budíkově pochází z roku 1865.
- Pozdně středověký smírčí kříž ve Všelibicích
- Kaplička ve Všelibicích je z roku 1840.
- Zemědělská usedlost v Benešovicích